# Kentengrejo
Kentengrejo is een bestuurslaag in het regentschap Purworejo van de provincie Midden-Java, Indonesië. Kentengrejo telt 545 inwoners (volkstelling 2010).